# Anua keyensis
Anua keyensis är en fjärilsart som beskrevs av Embrik Strand 1913. Anua keyensis ingår i släktet Anua och familjen nattflyn. Inga underarter finns listade i Catalogue of Life.

## Bildgalleri

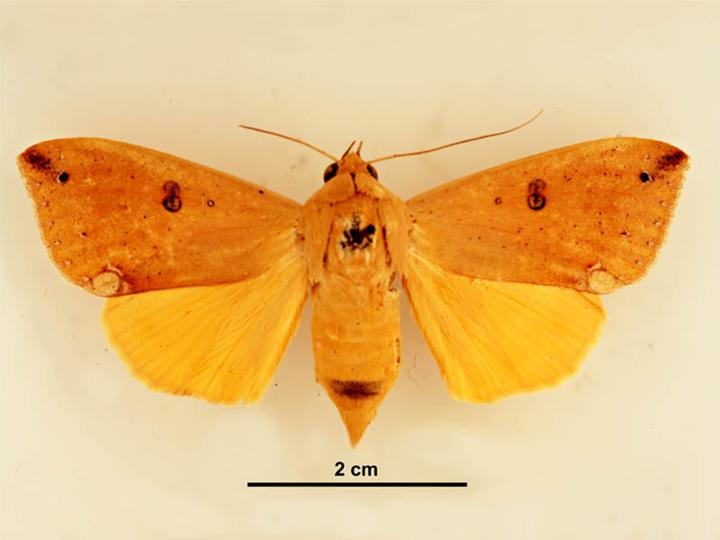
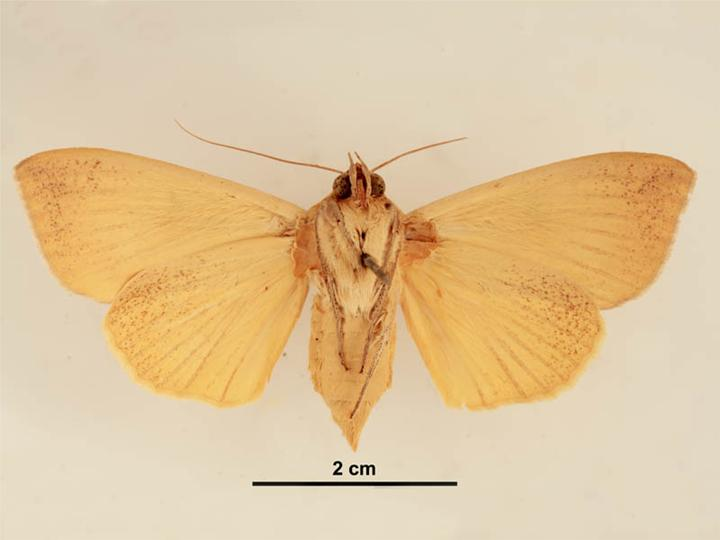
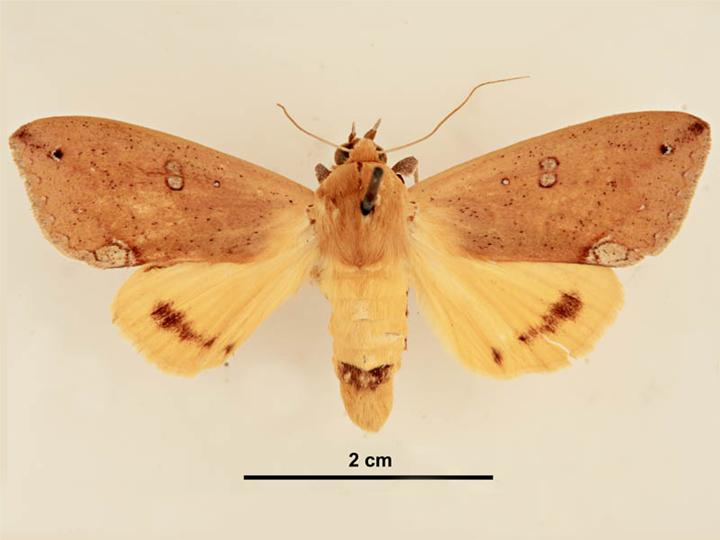
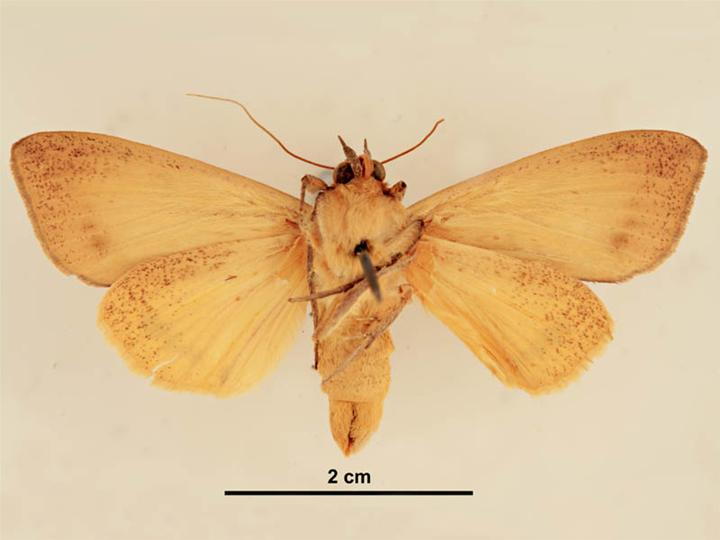
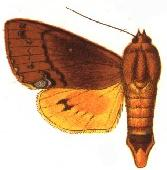